# Тимофеј Мозгов
Тимофеј Павлович Мозгов (рус. Тимофей Павлович Мозгов; Лењинград, 16. јул 1986) бивши је руски кошаркаш. Играо је на позицији центра.

## Клупска каријера
Каријеру је почео у руској друголигашкој екипи Ленво из Санкт Петербурга, а током 2006. је наступао за ЦСК ВВС Самару. Од 2006. до 2010. је наступао за Химки.
У јулу 2010. одлази у НБА лигу и потписује уговор са Њујорк никсима. У фебруару 2011. је трејдован у Денвер нагетсе. Током НБА локаута 2011. је наступао за Химки а потом се вратио у Денвер. У јулу 2013. је потписао нови уговор са Нагетсима. Дана 20. априла 2014. је забележио рекорд НБА каријере када је у победи свог тима од 100:99 над Голден Стејт вориорсима постигао 23 поена уз 29 скокова.
У јануару 2015. је трејдован у Кливленд кавалирсе. Са екипом Кливленда је освојио НБА шампионат у сезони 2015/16. У сезони 2016/17. је био играч Лос Анђелес лејкерса. Сезону 2017/18. провео је у Бруклин нетсима. У сезони 2018/19. је био играч Орландо меџика али због повреде није наступио ни на једној утакмици.
Крајем јула 2019. године се вратио у Химки, али због повреде није наступио ни на једној утакмици у сезони 2019/20. Заиграо је за Химки тек у априлу 2021, и то му је била прва утакмица након 2018. и ангажмана у Бруклин нетсима. Последњи ангажман је имао у сезони 2021/22. када је наступао за клуб Руна из Москве.

## Репрезентација
Мозгов је са репрезентацијом Русије освојио бронзане медаље на Европском првенству 2011. и на Олимпијским играма 2012. године.

## Успеси

### Клупски
- Кливленд кавалирси:
  - НБА (1): 2015/16.

### Репрезентативни
- Олимпијске игре:  2012.
- Европско првенство:  2011.